# Flaga Estremadury

Flaga nacjonalistów Estremadury

Flaga Estremadury - Na fladze połączono barwy dwóch części wspólnoty - Cáceres (zielona i biała) i Badajoz (biała i czarna).
Przyjęta 3 czerwca 1985 roku. Proporcje 2:3.